# HM (Helsingborg)
HM is een historisch merk van motorfietsen. HM staat voor: Hakanson Motorverk.
Nadat het Zweedse merk Lito eind jaren zestig de productie van motorfietsen beëindigde nam ingenieur Sven Hakanson dit over. Hij ontwierp en produceerde een watergekoelde 500 cc tweetakt "W-twin" racemotor. De machine werd zelfs gebouwd in de oude Lito-fabriek in Helsingborg. 
De HM 500 was feitelijk een W-motor, bestaande uit twee watergekoelde eencilinders waarvan de krukassen door middel van tandwielen met elkaar gekoppeld waren. De machine had roterende inlaten en twee Gardner-carburateurs. Omdat het om twee gekoppelde eencilinders ging had Hakanson een eencilinder als proefopstelling gebouwd om te werken aan het vermogen, dat hij op 60pk hoopte te brengen.
De versnellingsbak kwam oorspronkelijk uit een Honda, maar was omgebouwd tot een close ratio vijfversnellingsbak. Ook de koppeling kwam uit een Honda, maar was ook aangepast met uitsluitend stalen en bronzen koppelingsplaten. Het frame was bijzonder: het bestond uit een flinke ronde centrale buis die vanaf het balhoofd over het motorblok naar beneden liep. Deze buis diende tevens als olietank. De smeerolie werd door een Yamaha-oliepomp ingespoten. De voorrem was een enorme trommelrem van Münch en de gebruikte schokdempers waren van het merk Girling. 
Hakanson verkocht zijn eerste machine meteen aan de leverancier van de carburateurs, Ron Gardner. Die was voornemens de machine in het seizoen 1970 te laten besturen door Dave Simmonds, maar die bleef trouw aan het merk Kawasaki. 
- Er was nog een merk met de naam "HM", zie HM (Walsall)

## Technische gegevens
| HM              | 500                                  |
| --------------- | ------------------------------------ |
| Periode         | 1969                                 |
| Categorie       | wegracer                             |
| Motortype       | watergekoelde tweetaktmotor          |
| Bouwwijze       | dwarsgeplaatste tweecilinder W-motor |
| boring          | 69,5 mm                              |
| slag            | 64 mm                                |
| Cilinderinhoud  | 485,6 cc                             |
| Max. Vermogen   | niet bekend                          |
| Topsnelheid     | niet bekend                          |
| Versnellingen   | 5                                    |
| Aandrijving     | kettingaandrijving                   |
| Rijwielgedeelte | ruggengraat frame                    |